# Марса Матрух
Марса Матрух (на арабски: مرسى مطروح), известен по време на Птолемеите и Византия като Парайтонион (Παραιτόνιον) и в римски времена като Паретониум (Paraetonium), е пристанищен град в Северозападен Египет, административен център на мухафаза Матрух. Население – 153 062 души (по приблизителна оценка от юли 2018 г.).
Отстои на 240 км (149 мили) западно от Александрия, по протежение на средиземноморския бряг. Намира се на основната магистрала от делтата на Нил до либийската граница. Друга магистрала води на юг от града за Западната пустиня и оазисите Сиуа и Бахария.
Основната функция на Марса Матрух днес е да служи като курортно убежище през знойното и задушно лято за жителите на столицата Кайро. Обслужва се от летище Марса Матрух.

## История
По време на Втората световна война Марса Матрух е база на британските войски. Тогава е крайна гара на едноколовозна железопътна линия, минаваща през Ел Аламейн.

## Известни личности
Родени в Марса Матрух
- Ахмед Сенуси (р. 1933), либийски политик